# Sauropelta
Sauropelta is een geslacht van uitgestorven plantenetende ornithischische dinosauriërs, behorend tot de Ankylosauria, dat tijdens het Laat-Krijt leefde in het gebied van het huidige Noord-Amerika.

## Vondst en naamgeving
In 1932 vond Barnum Brown bij een opgraving in opdracht van het American Museum of Natural History in Quarry 32-3 nabij de Push Creek in Big Horn County, Montana, vijf skeletten van een nog onbekende dinosauriërsoort. Zoals bij veel van zijn vondsten in deze periode besteedde Brown de meeste aandacht aan het maken van een spectaculaire opstelling in het museum. De wetenschappelijke beschrijving schoot erbij in. Hij was van plan het dier "Peltosaurus" te noemen en gebruikte die naam ook op het bordje en in lezingen maar maakte een gepland artikel nooit af. Overigens was de naam hoe dan ook al bezet geweest door een hagedis: Peltosaurus (Cope 1873).
In de jaren zestig maakte het dinosauriëronderzoek een grote opleving door, de zogenaamde 'dinosauriërrenaissance'. Er bleek heel wat achterstallig onderhoud verricht te moeten worden. Professor John Ostrom besloot, nadat hij begin jaren zestig de vindplaats opnieuw had laten uitgraven, ook dit dier alsnog te beschrijven. In 1970 benoemde hij het als de typesoort Sauropelta edwardsi. De geslachtsnaam is afgeleid van het Oudgriekse σαύρα, saura, 'hagedis' maar hier in de betekenis van 'sauriër' en πέλτη, peltè, 'klein schild', een verwijzing naar de bepantsering. De soortaanduiding eert het echtpaar Nell en Tom Edwards dat de teams van Ostrom onderdak bood. Omdat het om twee mensen gaat, emendeerde George Olshevsky de soortaanduiding in 1991 tot het genitief meervoud edwardsorum maar niet alle onderzoekers hebben dit aanvaard.
Het holotype AMNH 3032 is gevonden in een laag van de Cloverlyformatie die dateert uit het Albien, ongeveer 115 miljoen jaar oud. Het bestaat uit een gedeeltelijk skelet zonder schedel. Ostrom wees nog een zes andere grote specimina aan de soort toe: AMNH 3016, 3033, 3035, 3036, 5833 en 5853. Van de laatste twee specimina nam hij echter aan dat ze materiaal van de andere individuen vertegenwoordigden zodat het totaal aan aparte skeletten tot de vijf beperkt zou blijven die door Brown oorspronkelijk gevonden waren. Vooral bij AMNH 3036 is het pantser erg volledig, hoewel de bewaarde skeletdelen beperkt blijven tot de achterste romp, de rechtervoorpoot en de staartbasis. Het was indertijd het meest volledige nodosauride fossiel dat in Noord-Amerika gevonden was. AMNH 3035 bewaart uitgebreid schedel en nekmateriaal, ook weer met pantserelementen. De skeletten hebben als eigenaardigheid dat ze op hun rug liggend gefossiliseerd zijn, hoogstwaarschijnlijk omdat de karkassen van tijdens een overstroming omgekomen dieren al drijvend omrolden door het zwaardere rugpantser en in die positie in het water afzonken. Naast de skeletten wees Ostrom honderden losse beenderen toe, de meeste uit de vindplaats maar een fors aantal uit andere groeven.
In 1984 werd AMNH 3036 in detail beschreven door Kenneth Carpenter, die een geheel nieuwe interpretatie gaf aan de opbouw van de pantserelementen.

## Beschrijving

### Algemene bouw, grootte en onderscheidende kenmerken

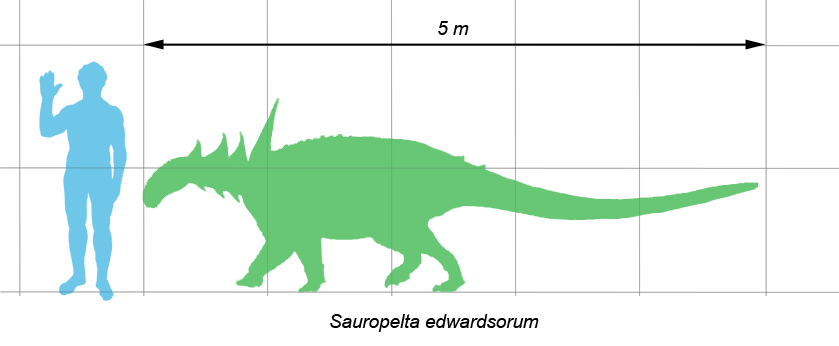
Een groottevergelijking met een mens

Sauropelta is een van de grotere Nodosauridae. Gregory S. Paul schatte in 2010 de lichaamslengte op zes meter, het gewicht op twee ton. Dit was een indicatie van de maximumafmetingen. In 1984 schatte Carpenter de lengte van specimen AMNH 3036 op 5,2 meter en het gewicht op anderhalve ton; het laatste was bepaald door het volume van een kleimodel te meten door onderdompeling in water. Een exemplaar met een lengte van zes meter heeft een heuphoogte van ongeveer 1,4 meter.

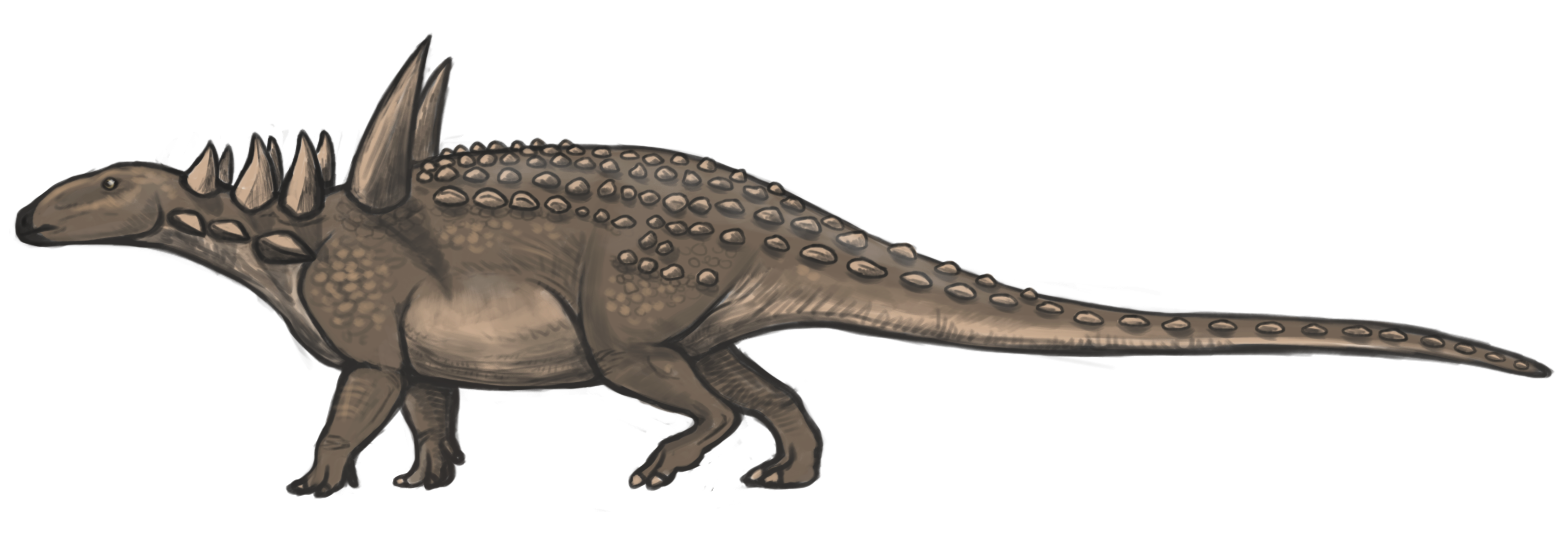
Sauropelta liep laag bij de grond

Voor een nodosauride is Sauropelta nog elegant gebouwd. De romp is niet zeer extreem verbreed; nek en schedel zijn relatief langwerpig. Meer dan de helft van de lichaamslengte wordt vermoedelijk uitgemaakt door de staart. Wel zijn de poten tamelijk kort, wat de bouw toch wat gedrongen maakt. De achterpoot is echter minder kort dan lang werd aangenomen: in Ostroms lengtentabel van 1970 was een fout geslopen. In ieder geval is de achterpoot langer dan de voorpoot. De handen en voeten zijn kort en breed. Zoals bij alle bekende ankylosauriërs is de bovenkant van het lichaam van snuit tot staartpunt bedekt met osteodermen, beschermende beenplaten gevormd door een verbening van de huid. Aan de buitenkant werden die weer bedekt en vergroot door een hoornlaag.
Ostrom gaf in 1970 een diagnose van de soort van het traditionele type, waarin dus onderscheidende kenmerken gecombineerd werden met een korte beschrijving. Door de toegenomen kennis over nodosauriden kan deze diagnose niet meer gebruikt worden om de unieke afgeleide eigenschappen, de autapomorfieën, te bepalen. Volgens Ostrom is Sauropelta een middelgrote ankylosauriër met een uitgebreide bepantsering op de rug en flanken die bestaat uit een mozaïek van grote platte gekielde huidplaten, omgeven door kleinere platen en beenschubben. Het flankpantser bestaat uit grote platen met een holle basis die zijdelings en iets naar achteren uitsteken in de vorm van lange driehoekige stekels. De schedel is voor zover bekend lang en hoog, vermoedelijk smaller dan bij de meeste ankylosauriërs. Er is een onderste slaapvenster aanwezig maar het bovenste is afgesloten door de huidverbeningen. De onderkaken zijn lang met een lage processus coronoides en vergroeid met huidplaten op de buitenste zijkant; de lopen niet door tot op de onderste binnenkant. De tandenrij in de onderkaak telt vijfentwintig tot zevenentwintig tanden en is lang, haast doorlopend tot aan de voorste samengroeiing van de kaken. De tanden hebben overdwars afgeplatte kronen met een driehoekig zijprofiel en kartelingen aan beide snijranden. De kronen missen lengterichels maar hebben soms een onregelmatig verbrede basis, meer uitstulpend aan de buitenkant dan aan de binnenkant. De halswervels zijn kort, massief gebouwd en breed waarbij de breedte de hoogte en lengte overtreft. Hun wervellichamen zijn aan beide zijden afgeplat met ovale doorsneden. Het ruggenmergkanaal is erg ruim maar de wervelboog is laag met korte robuuste bovenste ribgewrichten die zijwaarts uitsteken en lage, robuuste en driehoekige doornuitsteeksels. De onderkanten tonen ondiepe brede lengtegroeven, zijdelings begrensd door dunne richels die naar onderen en zijwaarts gericht zijn. De ruggenwervels zijn lang, in hun midden overdwars en onderaan ingesnoerd. Hun wervellichamen zijn aan beide zijden afgeplat met een ronde doorsnede. Hun wervelbogen zijn hoog, uitgehold door een hoog ovaal ruggenmergkanaal en dragen korte en stevige bovenste ribgewrichten die onder een hoek van vijftig tot zestig graden uitsteken en aan hun uiteinde verbreed zijn. De doornuitsteeksels zijn kort en overdwars afgeplat; zij zijn aan hun uiteinde zowel overdwars als van voor naar achter verbreed. De achterste gewrichtsuitsteeksels overhangen de achterrand van het wervellichaam sterk. De borstribben zijn niet met de ruggenwervels vergroeid. Het heiligbeen bestaat uit zeven tot acht wervels. De voorste staartwervels zijn kort maar hoog en breed, met een ronde doorsnede en aan beide zijden afgeplatte wervellichamen. De doornuitsteeksels zijn stevig en kort met sterk verbrede uiteinden. Hun zijuitsteeksels zijn eerst schuin naar beneden gericht; in de middenstaart gaan ze horizontaal staan. De achterste staartwervels zijn langwerpig met een nauwe diepe lengtegroeve aan de onderkant. De staartwervels tonen grote uitstekende gewrichtsfacetten voor de haemaalbogen of chevrons aan hun onderste achterrand; zulke facetten ontbreken grotendeels aan de voorrand. De chevrons zijn meestal niet met de wervels vergroeid. Het schouderblad is met het ravenbeksbeen vergroeid tot een scapulocoracoïde dat kort is, massief gebouwd en aan beide uiteinden naar beneden buigt. De voorpoot is kort en massief opgebouwd uit een zeer zwaar opperarmbeen en een korte en stevige ellepijp en spaakbeen in de onderarm. De formule van de vingerkootjes is niet exact te bepalen. Het darmbeen is sterk uitgegroeid tot een bijna horizontaal blad dat zijdelings ver boven en buiten het heupgewricht uitsteekt; het voorblad is lang en smal. Het zitbeen is gevormd als een eenvoudige staaf met een sterk naar beneden gebogen maar niet verbreed uiteinde. Het schaambeen is aanzienlijk gereduceerd en bestaat nog slechts uit een klein haakvormig element. De achterpoot is lang met een stevig maar lang dijbeen en matig verlengde scheenbeen en kuitbeen. De structuur van de enkel en de middenvoet is onbekend. De tenen hebben platte hoefvormige voetklauwen; de formule van de teenkootjes is 2-3-4-5?-0, waarbij het dus onbekend is of de vierde teen vier of vijf kootjes telt en de vijfde teen geheel gereduceerd is.

### Skelet
Van het skelet zijn de schedel en onderkaken slechts zeer onvolledig bekend. De kop is ruwweg een halve meter lang.
Carpenter gaf in 1984 een schatting voor de indeling van de wervelkolom: acht halswervels, zestien ruggenwervels en minstens veertig staartwervels. Bij AMNH 3032 zijn negenendertig staartwervels bewaard gebleven; Carpenter achtte het waarschijnlijk dat het feitelijke totaal zo'n vijftig bedroeg. Het aantal sacrale wervels is niet zeker; het kan zeven of acht hebben bedragen. De achterste vier ruggenwervels waren daarbij aan elkaar vergroeid, zonder met het darmbeen verbonden te zijn.
Ostrom meldde in 1970 dat de lendenwervels verstijfd waren door de aanwezigheid van verbeende pezen. In de middenvoet is in ieder geval een rudimentair vijfde middenvoetsbeen aanwezig.

### Lichaamspantser

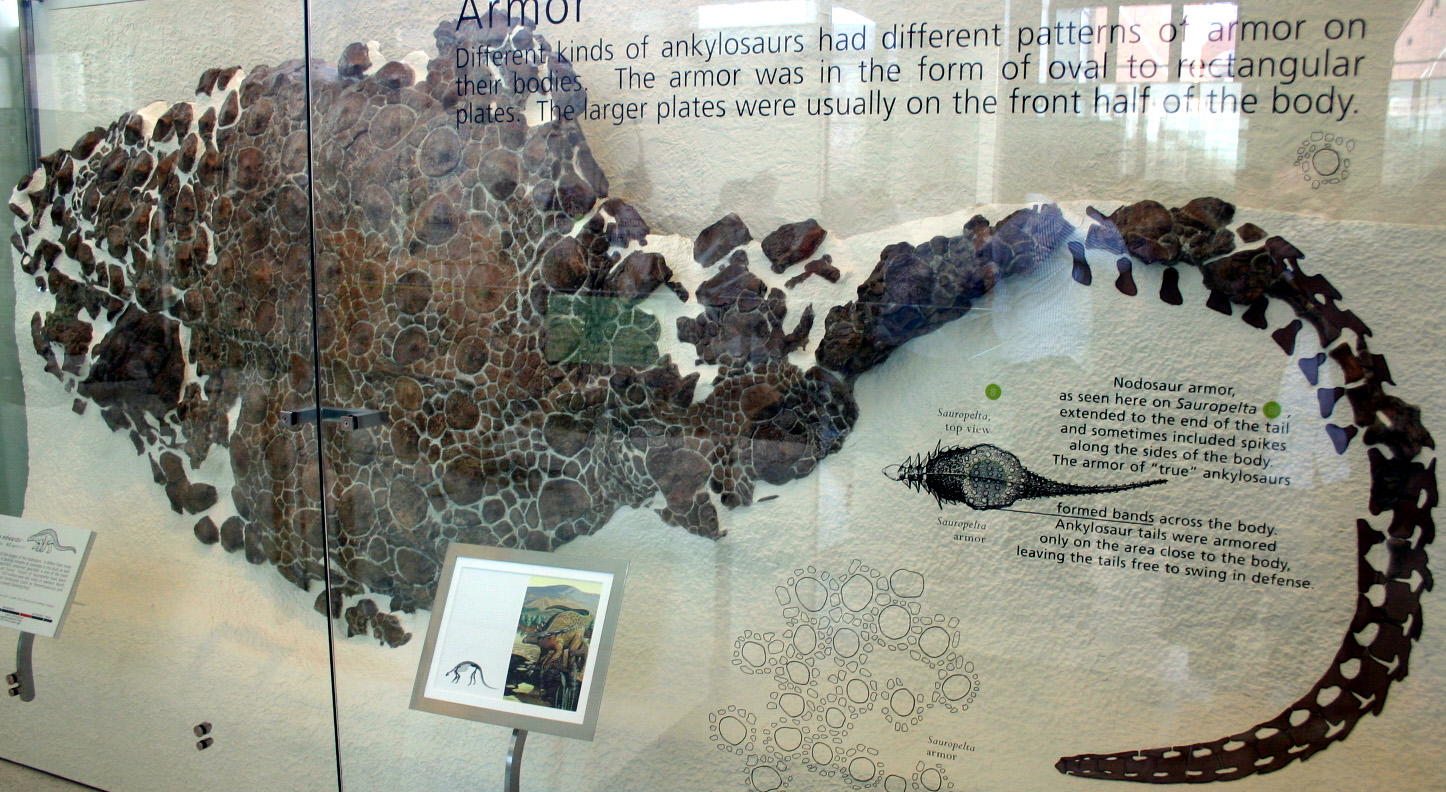
Een van de exemplaren in het AMNH laat goed de structuur van het pantser zien

Carpenter gaf in 1984 als eerste een gedetailleerde beschrijving en interpretatie van de bepantsering. Voor die tijd waren de meeste reconstructies voornamelijk op de fantasie van de illustrator gebaseerd, waarbij eigenschappen van allerlei ankylosauriërs door elkaar gehaald werden en sommige geleerden dan weer de fout maakten zulke illustraties voor realistische restauraties aan te zien.
Het nekpantser bestaat bovenop uit ovale platen die vooraan uitgeschulpt zijn en achteraan eindigen in een welving. Aan de bovenste zijkanten van de nek staan rijen van ieder drie grotere stekelvormige platen die spits zijn met een driehoekig profiel. Hun achterste zijde is korter dan hun voorste zijde zodat de stekels iets schuin naar achteren gericht zijn hoewel de achterste stekels daarbij aan hun uiteinden toch weer iets naar voren krommen, waarbij dan hun achterste zijde bol wordt. Deze rij stekels loopt uit in een enorme vierde stekel die op de schouder geplaatst is en daar zijwaarts uitsteekt. Met verlengende hoornschacht kan deze wel een meter lang geworden zijn. Ostrom hield het nog voor mogelijk dat deze grote stekels op het staartuiteinde stonden maar nadat Walter Coombs de schacht met de juiste basis verbond, werd duidelijk dat ze dezelfde structuur hebben als de halsstekels. De staart heeft voor zover bekend ook niet de structuur om dergelijk grote stekels te dragen. Evenmin wijst er iets op de aanwezigheid van een staartknots, hoewel het ontbreken daarvan niet helemaal zekers is aangezien de staartpunt immers niet is teruggevonden. De rest van het lichaam, zowel romp als staart, is bovenop bedekt met kleinere cirkelvormige osteodermen. Deze zijn laag en gewelfd. Deze beenplaten zijn ingebed in omringende kleinere beenschubben. De osteodermen zijn vrij regelmatig geplaatst in wat meestal als overdwarse rijen beschreven wordt, hoewel ze ook in de lengterichting op een rijtje liggen. De osteodermen van de bovenste flanken zijn het grootst. Meer onderaan de zijkant en op de buik zijn ze niet aangetroffen.
De zijstekels van de nek hebben een versterkende middenrichel naast welke ze aan beide zijden delicaat uitgeschulpt zijn zodat de scherpe snijranden van voor- en achterliggende platen eroverheen zouden kunnen glijden. Robert Thomas Bakker meende dat dit erop wees dat de stekels voor een actieve verdediging tegen roofdieren gebruikt werden waarbij een kromming van de nek de stekels als heggenscharen het vlees van een aanvaller deed openknippen. De zeer lange schouderstekel zou met een felle uitval diep in het lichaam van een roofsauriër gedreven kunnen worden. G.S. Paul reconstrueerde in 2010 de nek met een tweede rij lagere zijstekels.
Carpenter gaf vanuit zijn analyse van het pantser in 1984 ook een alternatieve verklaring voor de typische tafonomie van de fossielen, dat ze op hun rug gevonden waren. De gebruikelijke duiding, een suggestie van Charles Mortram Sternberg uit 1970, dat ze drijvend in water omgerold waren, verwierp Carpenter omdat volgens hem het pantser niet zeer zwaar was: de elementen bestaan uit sponsachtig been. In 1928 had Franz Nopcsa geopperd dat de dieren per ongeluk van een helling gerold waren en zich niet meer konden oprichten of door een roofsauriër op de rug geworpen omkwamen maar hellingen zouden bij de modderlagen waar ze gefossiliseerd zijn, wel niet veel zijn voorgekomen en een theropode was vermoedelijk niet sterk genoeg om een tegenspartelend dier van een paar ton zwaar om te keren. Carpenter achtte het het waarschijnlijkst dat de dieren omgedraaid waren omdat ze na hun dood door verrottingsgassen alleen aan de buikzijde opzwollen aangezien het rugpantser een overeenkomende zwelling aan de bovenzijde belemmerde.

## Fylogenie
Ostrom schreef Sauropelta binnen de Ankylosauria toe aan de Acanthopholidae. Tegenwoordig wordt het gezien als een lid van de Nodosauridae.